# Husarî, Radîvîliv
Husarî (în ucraineană Гусари) este un sat în comuna Pustoivanne din raionul Radîvîliv, regiunea Rivne, Ucraina.

## Demografie
Componența lingvistică a localității Husarî
     Ucraineană (100%)
Conform recensământului din 2001, toată populația localității Husarî era vorbitoare de ucraineană (100%).